# Cylindrophis engkariensis
Cylindrophis engkariensis är en ormart som beskrevs av Stuebing 1994. Cylindrophis engkariensis ingår i släktet cylinderormar och familjen Cylindrophiidae. IUCN kategoriserar arten globalt som otillräckligt studerad. Inga underarter finns listade i Catalogue of Life.
Denna orm är bara känd från den indonesiska delstaten Sarawak på Borneo. En individ (holotypen) vistades i lövskiktet i en skog nära en flod.